# Sergio Higuita
Higuita  García est un nom espagnol. Le premier nom de famille, en général paternel, est Higuita ; le second, en général maternel, souvent omis, est García.
Sergio Andrés Higuita García, né le 1er août 1997 à Medellín, est un coureur cycliste colombien, membre de l'équipe Bora-Hansgrohe. Grimpeur-puncheur, il est double champion de Colombie sur route en 2020 et 2022. Il compte également à son palmarès le classement général du Tour de Catalogne 2022 et une étape du Tour d'Espagne 2019. Il est aussi deuxième du Tour de Suisse en 2022 et troisième de Paris-Nice en 2020.

## Biographie
Sergio Higuita grandit dans le quartier de Castilla (es) à Medellin, d'où est originaire le gardien de football René Higuita, qui n'a aucun lien de parenté avec lui. Après avoir été repéré par l'ancien coureur sur piste colombien Efraín Domínguez, il fait la connaissance de Fernando et Luis Saldarriaga, ce qui lui permet de rejoindre à 14 ans un programme de jeunes talents.

### 2016-2018: l'apprentissage chez Manzana Postobón

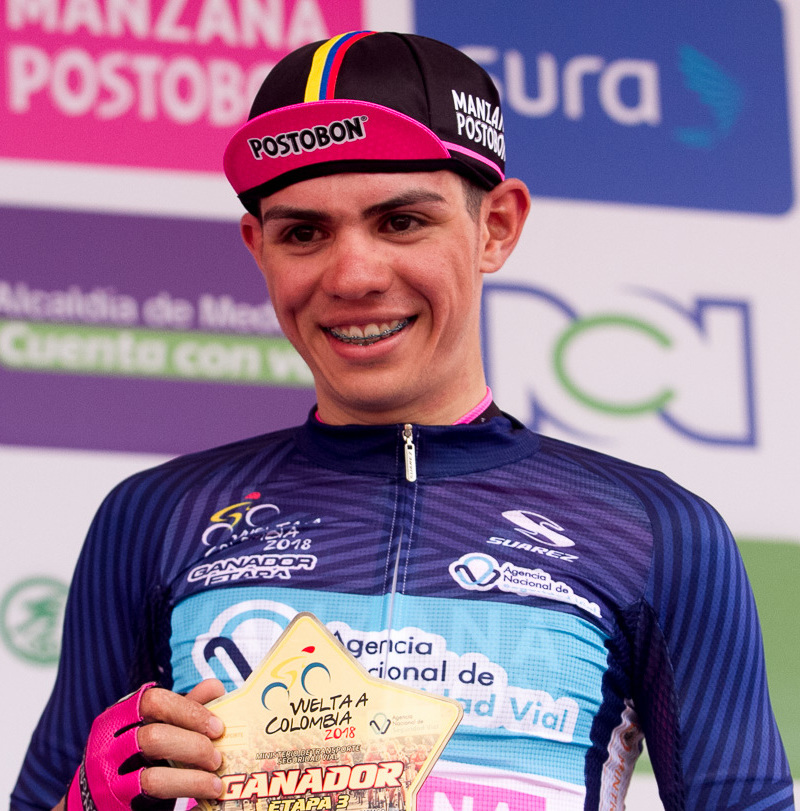
Higuita après son succès sur le Tour de Colombie 2018.

De 2016 à 2018, avec l'équipe Manzana Postobón, Sergio Higuita participe à de nombreuses compétitions en Europe, se classant notamment dans les dix premiers à la Klasika Primavera 2018 ou au Tour de Castille-et-León 2018. Bon grimpeur, il se distingue également lors du Tour de Colombie 2018 en remportant la cinquième étape et en terminant cinquième au classement général et meilleur jeune de la compétition. Au mois de novembre 2018, sa signature avec la formation World Tour EF Education First est annoncée. 

### 2019-2021: chez EF

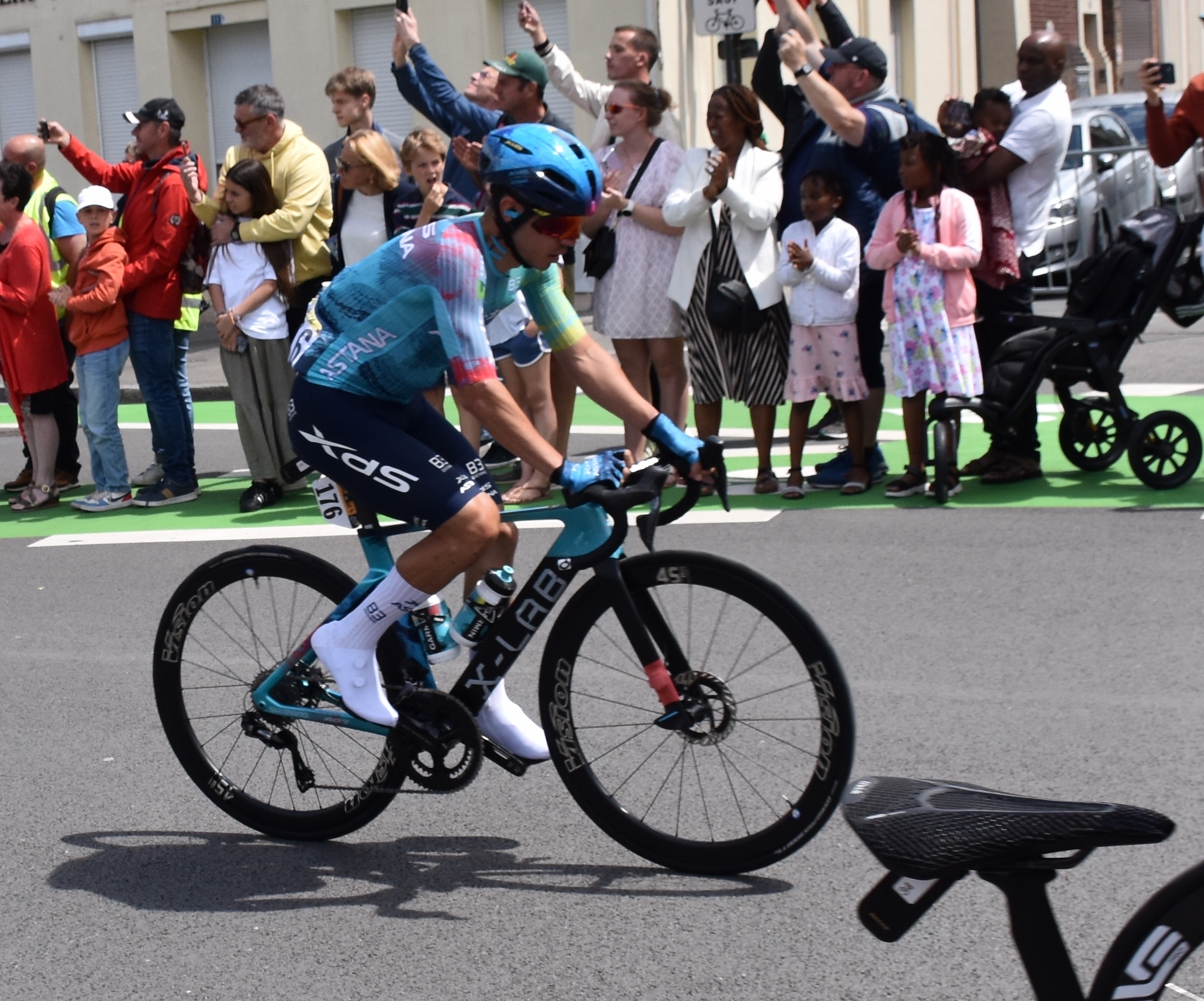
Sergio Higuita #176- Tour de France 2025

En janvier 2019, le coureur annonce qu'il est prêté à l'équipe continentale Fundación Euskadi les six premiers mois de l'année par la formation EF Education First, qu'il doit rejoindre en juillet. Devant ses bons résultats, Jonathan Vaughters, le manager d'EF Education First décide d'avancer son incorporation au mois de mai. Ayant reçu l'aval de la fédération internationale, Higuita fait ses débuts avec l'UCI WorldTeam au Tour de Californie. Pour sa première participation à une course World Tour, il se montre offensif et termine deuxième du général à 21 ans, derrière le Slovène Tadej Pogačar (20 ans). Il participe au Tour d'Espagne et remporte la 18e étape, à Becerril de la Sierra.
Le 2 février 2020, il devient champion de Colombie sur route, devant Egan Bernal et Daniel Martínez qui complètent le podium. Il s'adjuge par la suite le Tour Colombia devant ses coéquipiers Daniel Martínez et Jonathan Caicedo, en remportant une étape. De retour en Europe, il se classe troisième et meilleur jeune de Paris-Nice. Il participe ensuite à son premier Tour de France. Alors qu'il occupe la 16e place du classement général, il chute violemment en début de 15e étape, fauché involontairement par la roue arrière du luxembourgeois Bob Jungels. Après une nouvelle chute, il est contraint à l'abandon. En manque de forme, il abandonne le 30 septembre lors de la Flèche wallonne et décide de mettre un terme à sa saison.
Il commence sa saison 2021 avec une onzième place sur le Tour des Émirats arabes unis. Lors du Tirreno-Adriatico, il occupe la troisième place du général à l'issue de la quatrième étape, mais perd plus de 20 minutes lors de la difficile étape de Castelfidardo. Hors du top 20 sur les classiques ardennaises, il participe à son deuxième Tour de France, où il termine 25e du général et décroche cinq tops 10 d'étape, dont un podium lors de la 14e étape. Il est ensuite 81e des Jeux olympiques, puis se classe notamment dixième du Tour de Lombardie.

### 2022-2024: Bora-Hansgrohe
Il rejoint l'équipe allemande WorldTeam Bora-Hansgrohe pour la saison 2022, où il réalise d'entrée la meilleure saison de sa carrière. Dès sa course de reprise, il est champion de Colombie sur route pour la deuxième fois en trois ans. Il gagne ensuite la dernière étape du Tour de l'Algarve, puis se classe dixième des Strade Bianche. Fin mars, il remporte le classement général du Tour de Catalogne, grâce à une échappée de 120 kilomètres avec Richard Carapaz lors de l'avant-dernière étape. Il s'agit de son premier succès sur une course par étapes du World Tour. En avril, il se classe cinquième de Liège-Bastogne-Liège et remporte une étape du Tour de Romandie au sprint. Mi-juin, il participe au Tour de Suisse. Il se montre régulier et récupère le maillot de leader à l'issue de l'avant dernière étape. Il entame la dernière étape, un contre-la-montre plat de 25 kilomètres avec seulement deux secondes d'avance sur Geraint Thomas. Higuita perd plus d'une minute sur le Britannique et doit se contenter de la deuxième place finale. De retour à la compétition en août, il gagne la troisième étape du Tour de Pologne, à l'issue d'un sprint entre puncheur. Il prend la tête du général, qu'il conserve pendant trois journées. Il perd du temps lors du contre-la-montre de la sixième étape et termine finalement huitième du général. Après un Tour d'Espagne sans résultats notables, il joue la victoire sur les classiques italiennes, terminant deuxième des Trois vallées varésines et quatrième du Tour de Lombardie.

## Style et caractéristiques
Avec un poids de 57 kg pour 1,66 m, Sergio Higuita a un profil de puncheur-grimpeur. Selon son entraîneur Luis Saldarriaga, il a « un profil de coureur de courses d'un jour », notamment grâce à sa puissance et son explosivité. Il bénéficie de « la puissance dans les jambes qui lui permettent de grimper vite, de supporter les changements de rythme et de terminer fort une étape ».
Son profil en fait un coureur apte à briller sur Liège-Bastogne-Liège et la Flèche wallonne, deux courses qu'il souhaite gagner. Saldarriaga le voit également capable de jouer la victoire sur le Tour de Lombardie et le championnat du monde.

## Palmarès
| - 2018 - 4e étape de la Clásica de Rionegro - 3e étape du Tour de Colombie - 2019 - 4e étape du Tour de l'Alentejo - 18e étape du Tour d'Espagne - 2e du Tour de Californie - 3e du Grand Prix Miguel Indurain - 3e du Tour d'Émilie - 4e du championnat du monde sur route espoirs - 4e du Tour de Pologne - 2020 - Champion de Colombie sur route - Tour Colombia : - Classement général - 1re (contre-la-montre par équipes) et 4e étapes - 3e de Paris-Nice - 2021 - 10e du Tour de Lombardie - 2022 - UCI America Tour - Champion de Colombie sur route - 5e étape du Tour de l'Algarve - Classement général du Tour de Catalogne - 4e étape du Tour de Romandie - 3e étape du Tour de Pologne - 2e du Tour de Suisse - 2e des Trois vallées varésines - 4e du Tour de Lombardie - 5e de Liège-Bastogne-Liège - 8e du Tour de Pologne - 10e des Strade Bianche | - 2023 - 5e étape du Tour du Pays basque - 2e du Grand Prix Miguel Indurain - 2e du Tour de San Juan - 6e du Tour du Pays basque - 2024 - 2e du championnat de Colombie sur route - 3e du Czech Tour |  |

## Résultats sur les grands tours

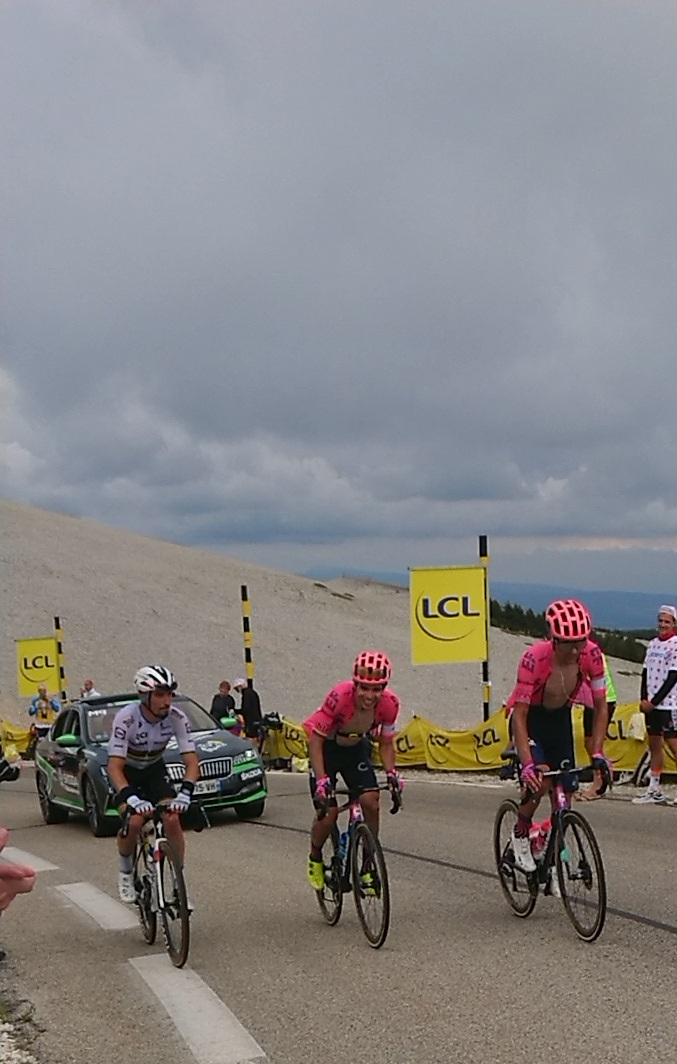
Sergio Higuita avec Julian Alaphilippe au Mont Ventoux lors du Tour de France 2021.

### Tour de France
3 participations
- 2020 : abandon (15e étape)
- 2021 : 25e
- 2025 : 14e

### Tour d'Espagne
3 participations
- 2019 : 14e, vainqueur de la 18e étape
- 2022 : 23e
- 2023 : 43e

## Classements mondiaux
| Année                                 | 2016  | 2017  | 2018  | 2019 | 2020 | 2021 | 2022 | 2023 | 2024 |
| ------------------------------------- | ----- | ----- | ----- | ---- | ---- | ---- | ---- | ---- | ---- |
| Classement mondial                    | 1564e | 1291e | 1032e | 35e  | 63e  | 157e | 12e  | 158e | 213e |
| UCI Europe Tour                       | 1050e | 840e  | 689e  |      |      |      |      |      |      |
| UCI Asia Tour                         | nc    | nc    | 567e  |      |      |      |      |      |      |
| UCI America Tour                      | nc    | nc    | nc    | 6e   | 6e   | 12e  | 1er  | 15e  | 25e  |
|                                       |       |       |       |      |      |      |      |      |      |
| Légende : nc = non classéSource : UCI |       |       |       |      |      |      |      |      |      |